# Mido Hamada
Mido Hamada (* 1971 in Kairo, Ägypten) ist ein deutscher Film- und Theaterschauspieler.

## Leben
Mido Hamada wurde als Sohn ägyptischer Eltern in Kairo geboren, kam jedoch mit seinen Eltern bereits in jungen Jahren nach Deutschland, wo er bis zu seinem 28. Lebensjahr in Bonn lebte. Nachdem er die Pflichtschule an der American Embassy School absolviert hatte, machte er seinen Abschluss am Aloisiuskolleg in Bonn. Hamada, der später die deutsche Staatsbürgerschaft bekam und somit eine doppelte Staatsbürgerschaft besitzt, spricht neben Englisch auch Deutsch und Arabisch fließend. Ein Studium der Ägyptologie und Archäologie an der Rheinischen Friedrich-Wilhelms-Universität Bonn brach Hamada nach kurzer Zeit ab und studierte stattdessen Sportwissenschaft an der Deutschen Sporthochschule Köln. Während seiner Ausbildung trainierte er zusammen im Deutschen Olympischen Team.
Während seines Studiums bekam Hamada auch die Gelegenheit ein Semester Schauspiel im Actors Studio in New York City zu studieren. Ermutigt, es doch als Schauspieler zu versuchen, zog Hamada nach England, wo er in der bekannten Oxford School of Drama in Oxford seine vollwertige Schauspielausbildung genoss. Seine ersten Erfahrungen sammelte Hamada am Royal Court Theatre sowie im Londoner West End. 2002 feierte Hamada in einer Episode der britischen Fernsehserie Believe Nothing sein Debüt als Filmschauspieler. Nur zwei Jahre später, folgte der Ruf aus Hollywood, als er 2004 in Sky Captain and the World of Tomorrow eine kleine Rolle übernahm.
Hamadas südländisches Aussehen verschafften ihm bislang auch entsprechende Rollen. So stand er 2007 in acht Episoden der Fernsehserie State of Mind als Arzt Taj Kalid vor der Kamera, und 2010 in zehn Episoden der Echtzeitserie 24.
Heute lebt Mido Hamada in London.

## Filmografie (Auswahl)
- 2002: Believe Nothing (Fernsehserie, Folge 1x05)
- 2004: Sky Captain and the World of Tomorrow
- 2006: The Path to 9/11 – Wege des Terrors (The Path to 9/11, Miniserie)
- 2006: Hannibal – Der Albtraum Roms (Hannibal, Fernsehfilm)
- 2007: State of Mind (Fernsehserie, 8 Folgen)
- 2010: Navy CIS (NCIS, Fernsehserie, Folge 7x12)
- 2010: 24 (Fernsehserie, 10 Folgen)
- 2011: Unknown Identity (Unknown)
- 2011: Terra Nova (Fernsehserie, 2 Folgen)
- 2011: Die Wüstenärztin (Fernsehfilm)
- 2012: Homeland (Fernsehserie, 3 Folgen)
- 2012: Hawaii Five-0 (Fernsehserie, Folge 4x21)
- 2013: Die verbotene Frau (Fernsehfilm)
- 2014: Legends (Fernsehserie, 2 Folgen)
- 2014: Hawaii Five-0 (Fernsehserie, 1 Folge)
- 2014: American Sniper
- 2014: Navy CIS: L.A. (NCIS: Los Angeles, Fernsehserie, 1 Folge)
- 2015: The Dovekeepers (Fernsehserie, 2 Folgen)
- 2017: Emerald City – Die dunkle Welt von Oz (Emerald City, Fernsehserie, 9 Folgen)
- 2017: Counterpart (Fernsehserie, Folge 1x01)
- 2019: Veronica Mars (Fernsehserie, 6 Folgen)
- seit 2021: Foundation (Fernsehserie)
- 2023: Spy/Master (Fernsehserie, 6 Folgen)
- 2024: Red Eye (Fernsehserie, 6 Folgen)